# Integral de Bochner
En matemàtiques, la integral de Bochner estén la definició de la integral de Lebesgue a funcions que prenen valors en un espai de Banach.
La teoria de les funcions vectorials és una part del càlcul, implicada en la generalització a funcions que prenen valors en un espai de Banach, o de forma més general en un espai vectorial topològic, de les nocions de sèrie infinita i integral. Inclou com a cas particular la idea de funcions el valor de les quals són operadors, que són bàsiques en la teoria espectral, i aquest cas és el que va motivar la motivació pel seu desenvolupament al voltant de 1930. Quan els vectors pertanyen a un espai de dimensió finita, qualsevol cosa típica es pot fer component per component.
Sumes infinites de vectors en un espai de Banach B, els quals són a fortiori espais mètrics complets, convergeixen precisament quan són successions de Cauchy respecte de la norma de l'espai. Aquest cas, des dels nombres naturals a B, no presenten cap dificultat nova. Una integral d'una funció vectorial respecte a una mesura sovint és anomenada una integral de Bochner, en honor de Salomon Bochner. Els desenvolupaments moderns de la integral de Lebesgue sovint inclouen aquest cas, que no necessita modificacions importants de la teoria basada en funcions reals, suposant que el desenvolupament de la integració no abusa de les propietats d'ordenació de la línia real.